# Porsche 907
La Porsche 907 è un'autovettura da competizione prodotta dalla casa automobilistica tedesca Porsche nel 1967 e 1968.
Erede della Porsche 910, la 907 non si distinse come la sua antenata, non brillando in particolare per la sua aerodinamica e diede molti problemi ai suoi progettisti, ma si distinse per varie innovazioni tecnologiche fra cui l'adozione dei freni a disco autoventilanti.
Venne equipaggiata con diversi motori (2000 cc a 6 cilindri e 220 CV (typ 901) e 2200 cc a 8 cilindri e 270 CV (Typ 771))  e in due versioni con carrozzeria a coda lunga e coda corta. Fu la prima Porsche con guida a destra, e la prima Porsche a vincere una gara di 24 Ore. Risultò essere tra le vincitrici di varie competizioni di durata come la 24 Ore di Daytona, la 12 Ore di Sebring e in grandi classiche come la Targa Florio.

## Porsche 907LH

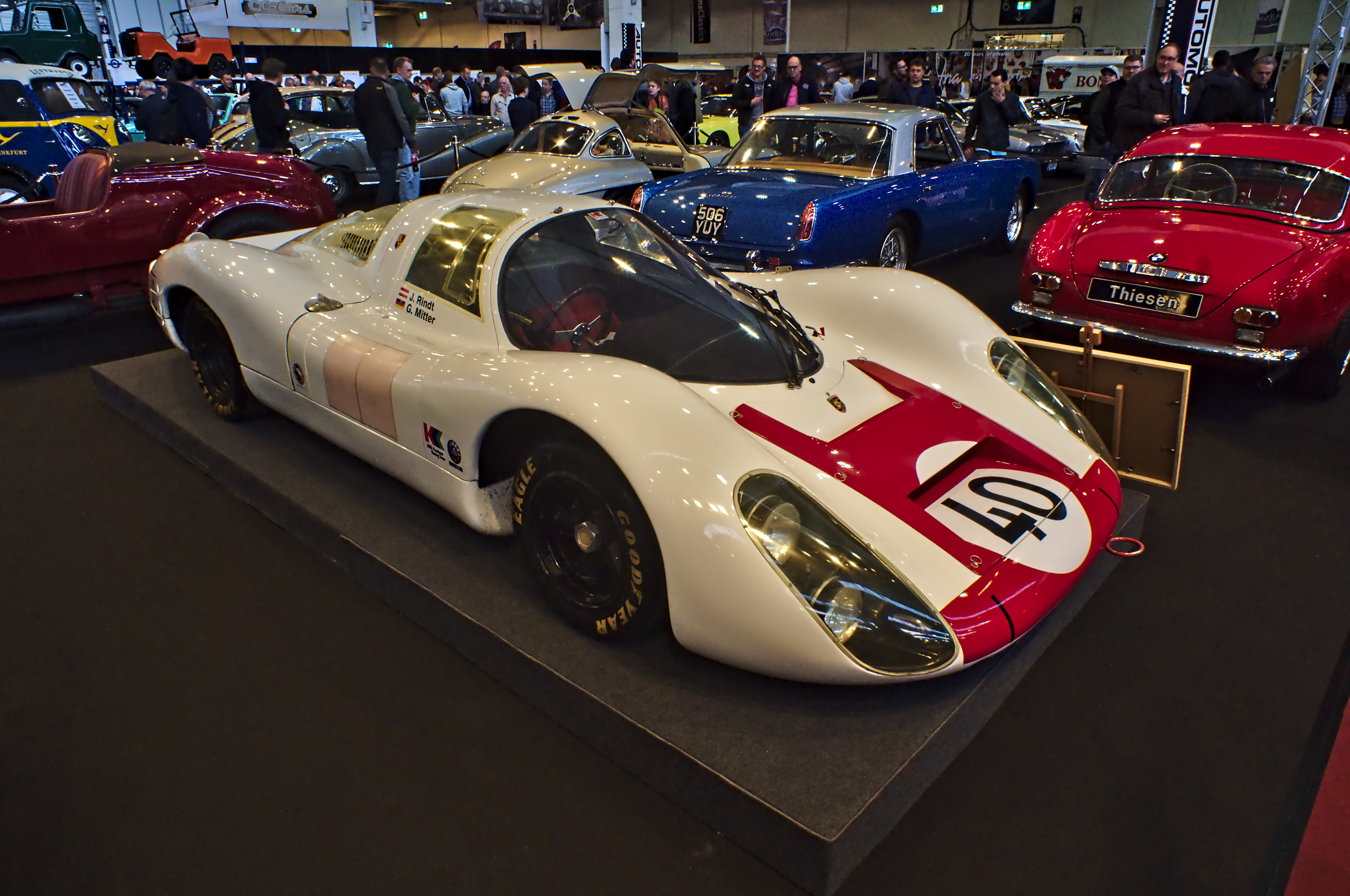
Porsche 907LH

Strettamente imparentata con la predecessora 910, la Langheck, coda lunga, era una vettura coupé con telaio tubolare in alluminio vestita da una carrozzeria aerodinamica in vetroresina disegnata appositamente per ridurre la resistenza.
La vettura era dotata di un motore 6 cilindri typ901, poi sostituito da un 8 cilindri typ771 nelle ultime vetture ufficiali, montato in posizione centrale, trazione posteriore, sospensioni a trapezio con ammortizzatori e molle elicoidali e sterzo a pignone e cremagliera; in assetto di marcia l'ago della bilancia si arrestava a circa 600 kg.
Tra le scelte tecniche di Ferdinand Piëch e Hans Mezger vanno ricordati l'utilizzo di dischi freno autoventilati, l'utilizzo di alcune tubazioni del telaio per il passaggio dell'olio del circuito di raffreddamento e il posto guida a destra della vettura, in virtù del fatto che la maggior parte dei circuiti prevedeva la turnazione in senso orario e questo accorgimento permetteva di avere una disposizione dei pesi più favorevole.
Nella stagione del debutto, il 1967, la 907LH corse sotto i colori della squadra ufficiale Porsche System Engineering ottenendo come miglior risultato un quarto posto alla 6 ore di Brands Hatch; il 1968, invece, fu una stagione più proficua e vide le vetture, iscritte coi colori ufficiali Porsche Works Team, e con quelli delle scuderie private Squadra Tartaruga , Soler Roig e Philippe Farjon, andarono complessivamente 6 volte a podio conquistando, tra l'altro, la vittoria alla 24 ore di Daytona.

## Porsche 907K

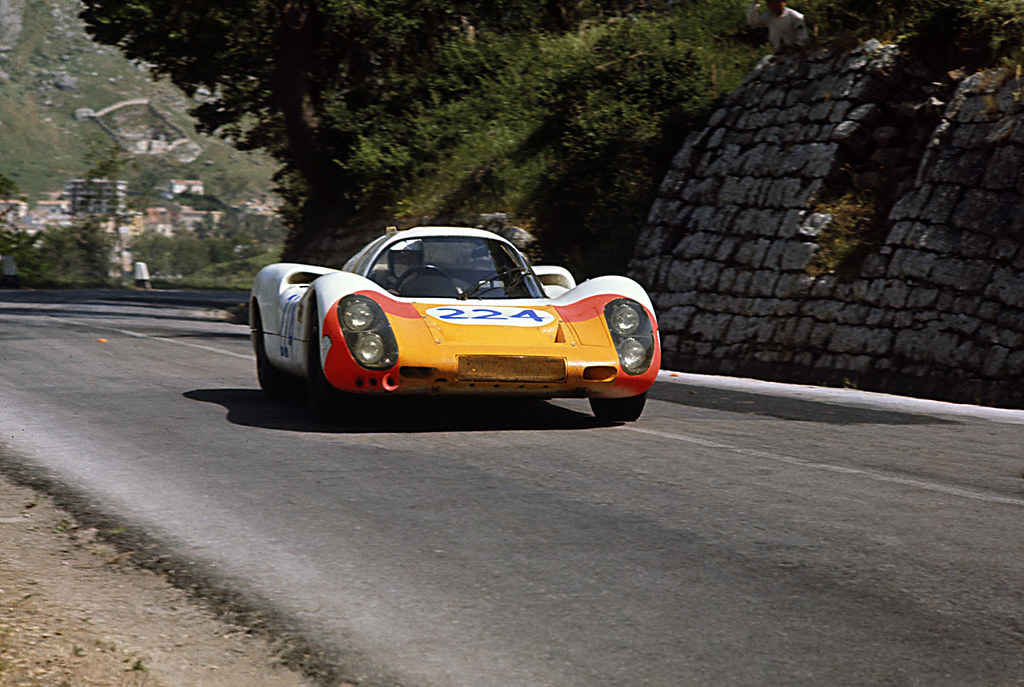
La 907K vincitrice alla Targa Florio del 1968 con Vic Elford e Maglioli

Presentata nel 1968 la versione Kurtz, corta, differiva dalla versione LH per l'adozione di una coda più corta con differente posizionamento degli scarichi e delle prese d'aria e sprovvista della vistosa copertura in plexiglas che faceva da vetrina al motore nella versione precedente e per l'utilizzo di cerchioni in lega leggera da 13" al posteriore e 12" all'anteriore.
Invariata nel telaio e nelle altre caratteristiche tecniche, prevedeva, tuttavia l'utilizzo del propulsore typ771 a 8 cilindri.
Una nota interessante è la collaborazione con la NASA per lo sviluppo di tute protettive, da utilizzare in sostituzione di quelle classiche in Nomex in grado di proteggere i piloti in caso di incendio ma allo stesso tempo capaci non eccessivamente pesanti, considerate le elevate temperature che poteva raggiungere l'abitacolo durante le competizioni.
Nonostante un debutto poco felice la vettura si dimostrò competitiva e, una volta dismessa dal reparto corse ufficiale, continuò comunque la carriera agonistica sotto le insegne di molti team privati raccogliendo importanti risultati.

## Motori
Le vetture vennero equipaggiate con due tipologie di motori, un 6 cilindri con sigla Typ 901 e un 8 cilindri con sigla Typ 771.

### Typ 901/21
Questo motore, che equipaggiava le prime 907LH prodotte, era un 6 cilindri boxer a 2 valvole per cilindro con distribuzione SOHC.
Naturalmente aspirato era equipaggiabile con una iniezione pulsata di tipo Bosch D-Jetronik e con una iniezione meccanica Kugelfisher PL, la cilindrata totale era di 1991cc e il rapporto di compressione arrivava a 10.3:1; la potenza dichiarata raggiungeva i 220CV a 8100rmp.

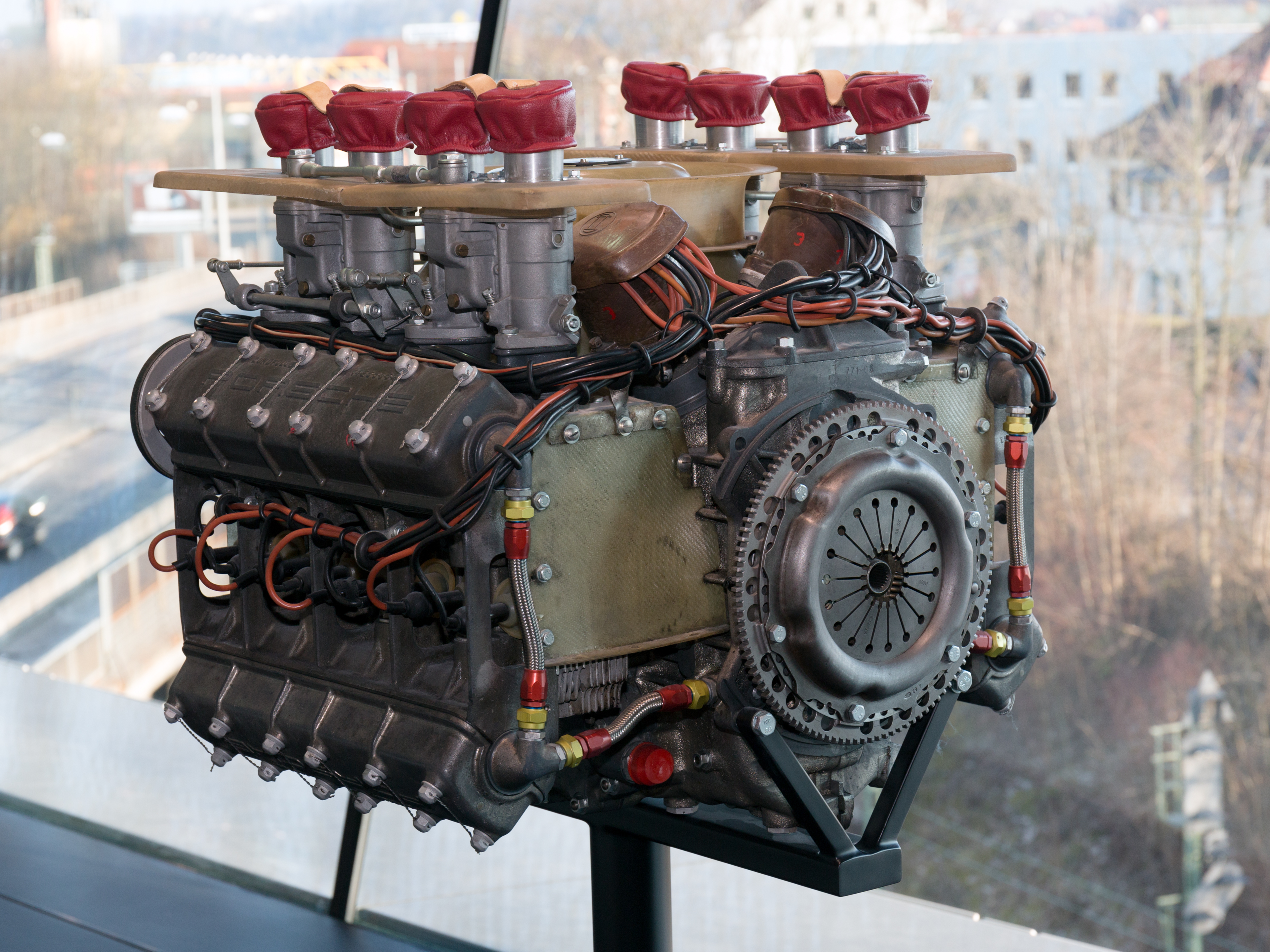
Il motore Porsche 771

### Typ 771/0
Derivato dal Typ753, questo motore 8 cilindri boxer a due valvole per cilindro con distribuzione DOHC comandata da ruote coniche aveva una cilindrata di circa 1981cc ed era capace di circa 260cv a 9000rpm.
Da ricordare, inoltre, la presa di forza necessaria per far funzionare il ventolone orizzontale necessario per il raffreddamento del propulsore.
Benché fosse disponibile per la 907 non risulta che sia stato realmente utilizzato durante le competizioni.

### Typ 771/1
Evoluzione del precedente tipo si differiva per la cilindrata, portata a 2195cc.
Dotato di monoblocco e testate in lega di alluminio aveva un rapporto di compressione pari a 10,2:1 ed era capace di 275cv a 8600rpm.